# San Agustín Loxicha
San Agustín Loxicha là một đô thị thuộc bang Oaxaca, México. Năm 2005, dân số của đô thị này là 17823 người.